# Vladimír Šimůnek (lyžař)
Vladimír Šimůnek (10. ledna 1928 – 30. listopadu 2008) byl československý lyžař, běžec na lyžích.

## Lyžařská kariéra
Na VI. ZOH v Oslo 1952 skončil na 47. místě v běhu na lyžích na 18 km a ve štafetě na 4x10 km na 8. místě.